# بیل رابرتسون (بازیکن فوتبال اهل اسکاتلند)

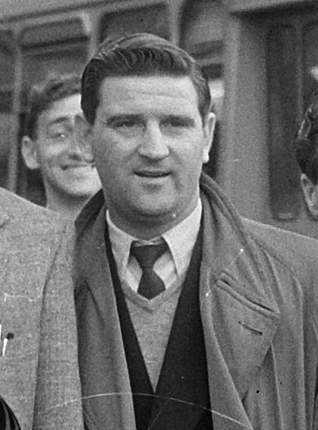
بیل رابرتسون (1955)

بیل رابرتسون (انگلیسی: Bill Robertson) (زاده ۱۳ نوامبر ۱۹۲۸ - درگذشته ژوئن ۱۹۷۳) دروازه‌بان فوتبال اهل اسکاتلند بوده است.
وی از سال ۱۹۴۶ تا ۱۹۶۰ میلادی عضو باشگاه فوتبال چلسی بوده است و برای این ۲۱۵ بازی انجام داده است.